# Novachord
Il Novachord è un sintetizzatore elettronico polifonico, prodotto da Laurens Hammond fra il 1938 e il 1942. Le sue caratteristiche di ingombro sono appena inferiori ad un piccolo pianoforte mezza coda e i suoi tratti estetici sono simili a quelli di un organo Hammond di tipo A o B. Sopra la tastiera di 72 tasti dai profili arrotondati è posto un pannello con tutti i comandi necessari a modificare il suono.
Il Novachord è nella storia come il primo e più grande sintetizzatore commerciale, con in più le caratteristiche di uno strumento musicale completo per utilizzo sia concertistico che residenziale, così come è sempre stato con il pianoforte. Infatti le pubblicità dell'epoca lo delineavano come lo strumento per eccellenza da tenere in casa in salotto, per il divertimento musicale di tutta la famiglia.

## Descrizione
Pesa all'incirca 2 quintali e mezzo e funziona in modo completamente elettronico facendo uso di "appena" 163 valvole con bulbo a duomo, la maggior parte di esse 6W7G; ha un amplificatore da circa 20 Watt d'uscita con i triodi finali 2A3, uguale a quello usato sui tone cabinet tipo A 20 e D20 degli organi Hammond, e due altoparlanti Jensen elettrodinamici incorporati. Non ha pedaliera perché non è un organo, ma solo dei pedali di sostegno tipo pianoforte e regola il volume sonoro tramite un classico pedale d'espressione Hammond a condensatore variabile. 
Nel Novachord l'attacco e il decadimento del suono sono completamente regolabili, e per mezzo dei suoi filtri sottrattivi si può variare il suono entro ampi limiti ottenendo toni tipo pianoforte o violino, corno, ecc. Laurens Hammond tuttavia ha sempre continuato ad affermare che l'imitazione di strumenti non aveva un valore particolare e che la vera musica del synth sarebbe stata quella appositamente composta per esso.
Per quanto Laurens Hammond fosse un abile tecnico, aveva senz'altro bisogno di qualche altro valido aiuto che lo affiancasse in campo elettronico. Fu così che, sperimentando nello studio-laboratorio della Hammond Instrument Company di Chicago, con alcuni ingegneri verificò che un triodo amplificatore connesso in una certa configurazione entro cui si immetta un segnale elettrico con forma d'onda a dente di sega produce alla sua uscita un altro dente di sega dimezzato di frequenza, cioè un'ottava sotto. 
Questo fu alla base dell'invenzione del Novachord, che utilizza 12 oscillatori di nota per la sua più alta ottava e poi dimezza di volta in volta la frequenza delle sue note, man mano che servono per le ottave più basse, con il suddetto circuito divisore di frequenza. Normalmente, il circuito divisore di frequenza più usato negli altri strumenti, sia con circuiti a valvole che a transistor, è il classico ”Flip-Flop”. Questo fu usato moltissimo anche dalla Hammond stessa in molti circuiti, come quelli dei “Pedal Solo Unit” degli organi “RT” e nei “Solovox” più recenti; questi circuiti sono molto più stabili dei divisori del Novachord e possono essere costruiti in modo da accettare in ingresso un'ampia gamma di frequenze senza esserne eccessivamente legati; anzi, in teoria, essi potrebbero lavorare su qualsiasi frequenza in ingresso. Però, la caratteristica di questi è di fornire in uscita segnali ad onde quadre, poco piacevoli dal punto di vista armonico e difficilmente filtrabili per avere un suono soddisfacente. Molto spesso, tutto quello che ne esce, nonostante l'addizione di armoniche aggiuntive, è in fondo un mal celato suono di fisarmonica. Con il tipo di divisore del Novachord, invece, anche se meno stabile e legatissimo al valore di frequenza per cui è stato calcolato, si ottiene un segnale a dente di sega, dal punto di vista sonoro ricco di armoniche. Tramite i suoi filtri, è possibile ottenere dal Novachord dei suoni veramente particolari. Inoltre, visto che ogni tasto pilota la nota corrispondente mediante un'altra valvola solo ad esso dedicata, il suono può essere scelto fra percussivo con seguente decadimento (tipo pianoforte) o tenuto, o anche a lento attacco.

## Nei film
Il Novachord fu molto usato nelle colonne sonore dei film, dall'intermezzo di Via col vento (1939), al particolare momento della stanza da letto della prima moglie in Rebecca - La prima moglie (1940) di Alfred Hitchcock, e in un grande numero di film horror e fantascienza, o serie televisive come Ai confini della realtà (The Twilight Zone).

## Storia
Il mondo non era ancora pronto per una simile invenzione e, visto anche il grande costo, il Novachord non fu un successo commerciale. Così all'entrata degli Stati Uniti d'America nella seconda guerra mondiale si sospese la produzione e non fu più costruito un simile strumento, che era nato come gli Organi Hammond.

## Amplificatore e alimentatore anodico

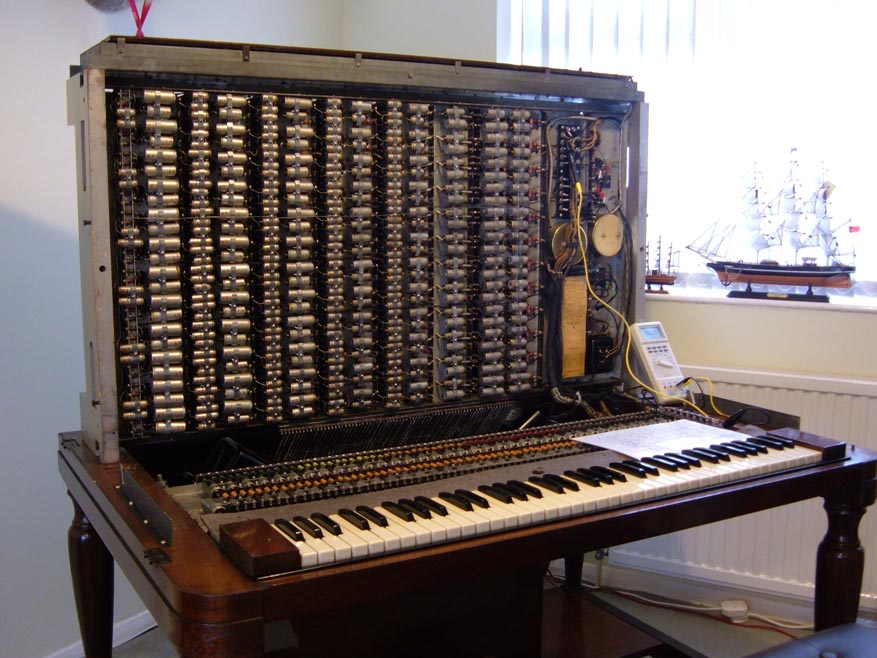
Un Novachord aperto.

Può sembrare strano l'abbinamento del tipo di valvole usate nell'amplificatore e quelle del resto dello strumento, infatti mentre tutti i circuiti funzionano con le valvole classiche dell'epoca fine '30 ed anni '40 a 6,3 volt, l'amplificatore monta valvole a 2,5 volt di filamento e una 5Z3 raddrizzatrice, che all'epoca non erano più usate nei nuovi circuiti. Questo a causa del fatto che la Hammond produceva già da qualche anno i suoi primi modelli di organi e con i modelli A, AB, e BC era comune usare le valvole a 2,5 volt di filamento dei primi anni '30; infatti i tone cabinet classici dell'epoca montavano lo stesso amplificatore del Novachord; era già in produzione e non avrebbe avuto senso cambiarlo. Un'altra caratteristica particolare è l'alimentatore ad "amplificazione di rumore". Il Novachord infatti usa un tipo di alimentatore molto complesso, e questo è giustificato dal grande numero di tensioni anodiche e di polarizzazione negative e positive di cui ha bisogno lo strumento, ma la sua grande particolarità è che per alcune tensioni prodotte si impiega un circuito aggiuntivo, che amplifica gli eventuali rumori presenti su queste tensioni di alimentazione, siano questi dovuti al ronzio di alternata, sia ai disturbi che producono gli stessi circuiti oscillatori, divisori e di controllo. Questo rumore, dannoso per un buon funzionamento, una volta amplificato viene applicato ad una valvola finale di carico che lo rideposita sulla linea di alimentazione relativa, con fase opposta a quella d'origine. Non è affatto un alimentatore stabilizzato, le tensioni variano a seconda di quella di entrata e non ci sono valvole stabilizzatrici a gas, solo viene stabilizzata dai rumori. Una raddrizzatrice 5Y3 viene poi impiegata per produrre una tensione che non serve a nessun'altra valvola, ma solo a far vibrare delle lamelle metalliche a mezzo di elettrocalamite, con un circuito simile ad un cicalino a corrente continua. Ci sono 6 elettrocalamite a lamine vibranti, a frequenze leggermente differenti, che a mezzo di contatti e condensatori ausiliari producono l'effetto del vibrato variando l'intonazione di due semitoni adiacenti: a 6 lamine corrispondono 12 semitoni. Visto l'assoluta improbabilità di suonare due semitoni adiacenti, formando un qualsiasi accordo si avrà sempre un vibrato differente su ogni nota.
Il generatore di suoni è composto di diversi canali dalle funzioni specifiche. L'ultimo verso destra, ha la funzione di preamplificatore di uscita e contiene anche il trasformatore per alimentare i filamenti riscaldatori delle valvole di tutto il generatore stesso. Relativamente alle tensioni di riscaldamento delle valvole del generatore, si deve fare un'annotazione aggiuntiva. Tutte le valvole del generatore sono modelli con riscaldamento a 6,3 Volt, ma solo le oscillatrici e una preamplificatrice dei circuiti posti alla fine del generatore sono alimentate con questa tensione; invece ogni valvola 6W7G dei divisori di frequenza e del controllo delle note, che fu scelta tra le disponibili all'epoca anche per il basso assorbimento di corrente del suo filamento, viene riscaldata con solo 5 Volt. Questo assicura lo stesso un perfetto funzionamento con però un notevole risparmio di energia ed un ridotto surriscaldamento del generatore. Questa fu un'altra idea geniale che assicura una durata enorme delle valvole, resa possibile dal fatto che tutti questi tubi fanno un lavoro minimo nelle condizioni di esercizio in cui sono poste. L'ultima amplificatrice del generatore è quella che pilota il trasformatore bilanciato d'uscita e questa viene invece alimentata tramite una resistenza che partendo da una tensione più alta, porta i 6 Volt al tubo con un certo ritardo dovuto all'inerzia termica e alla variazione di resistenza del filamento riscaldatore; così si comincerà ad avere un suono perfetto e senza rumori solo quando sarà interamente trascorso il tempo necessario al riscaldamento di tutte le valvole.
Far funzionare un Novachord oggigiorno è estremamente più difficile che far funzionare un organo Hammond. Quest'ultimo ha raramente problemi di tipo serio e se è stato correttamente usato e lubrificato; quasi sempre funziona bene nonostante gli anni, con pochi interventi di assistenza. Il Novachord invece si rivelò subito pieno di problemi per via del fatto che i condensatori dell'epoca erano veramente poco affidabili; questi infatti in un amplificatore possono essere anche leggermente alterati senza bloccare il funzionamento dell'apparecchio, ma nei divisori di frequenza del Novachord, devono avere un valore assolutamente preciso. In un Novachord ci sono circa un centinaio di diversi valori di condensatori impiegati, per un totale di più di 700 condensatori. Fu così che la sua eccellenza nel suono (per l'uso dei segnali a dente di sega e dei particolari divisori di frequenza) fu, a causa dei condensatori, il suo punto debole.
Una grande particolarità dei Novachord è poi che, visto l'enorme numero di componenti elettronici necessari per il funzionamento delle 146 valvole del suo generatore, la morfologia di quest'ultimo è profondamente caratterizzata da alcune soluzioni costruttive assolutamente inedite, per l'epoca ma anche per le epoche successive. Nessun apparecchio al mondo contava in totale 163 valvole elettroniche, perciò è chiaro che il caso si discostasse parecchio dalla tecnologia delle radio dell'epoca; ma i tubi usati erano gli stessi o almeno di forma simile, perciò molto grandi.
È per questo motivo che la costruzione complessiva del generatore del Novachord è come una specie di enorme circuito integrato ibrido a componenti separati, le valvole sono quasi tutte “avvolte” da componenti sopra e sotto, tutto è facilmente accessibile, ma praticamente tutti i componenti sono solidamente bloccati al telaio con circa 300 gaffe metalliche doppio o triplo posto, avvitate individualmente; l'isolamento dei terminali dei fili (che all'epoca di solito avveniva nei punti critici con semplici tubetti sterling) è garantito solo dalla rigidezza dei fili nudi mantenuti in aria dai componenti stessi.
Il tutto in un meticoloso ordine per colonne e traverse a seconda del canale delle ottave e delle note. Un lavoro enorme per la costruzione, ma anche e soprattutto per la riparazione con componenti nuovi. 
Molte delle soluzioni adottate nel Novachord, come il tipo di mobile e il caratteristico collegamento della tastiera ad opera di 72 molle estensibili, furono fatte oggetto di brevetto da parte di Laurens Hammond, e sono perciò fortemente caratterizzanti lo strumento stesso.

## Restauri
Nel sito Novachord Restoration Project di Phil Cirocco, si evidenzia la rimessa a nuovo di un Novachord trovato in pessime condizioni e riportato alla condizione di perfetto funzionamento tramite la sostituzione di tutte le resistenze e condensatori, ma si capisce bene quale lavoro di modifica meccanica sia stato attuato per utilizzare direttamente i componenti in commercio oggi.
Un restauro dove non si è voluto rinunciare né a un perfetto funzionamento garantito nel tempo, né alla disposizione originale dei componenti, è quello in corso di ultimazione visibile sul sito italiano radiomeccanica.com. La cosa è molto difficile; le resistenze oggi in commercio da circa 2 Watt sono molto simili a quelle usate all'epoca nel Novachord, ma condensatori di caratteristiche elettriche e meccaniche uguali agli originali sono introvabili. Così si è scelta la strada del rifacimento dei nuovi condensatori usando gli involucri originali.